# فهرست جایزه‌ها و نامزدی‌های برد پیت
برد پیت بازیگر و تهیه‌کننده فیلم آمریکایی است که جوایز و نامزدی‌های بسیاری از جمله دو جایزه اسکار، یک جایزه امی پرایم‌تایم، دو جایزه گلدن گلوب و دو جایزه فیلم آکادمی بریتانیا دریافت کرده‌است.
در سال ۱۹۹۴، پیت در نقش خون‌آشام لوئیس دو پونت دولاک در فیلم ترسناک مصاحبه با خون‌آشام بازی کرد که برای او جایزه سینمایی ام‌تی‌وی برای مطلوب‌ترین مرد و جایزه سینمایی ام‌تی‌وی برای بهترین بازیگر در یک فیلم را به ارمغان آورد. سال بعد، پیت در فیلم علمی تخیلی ساخته تری گیلیام، به نام ۱۲ میمون ایفای نقش کرد؛ که برای آن برنده جایزه گلدن گلوب بهترین بازیگر نقش مکمل مرد فیلم سینمایی شد و اولین نامزدی اسکار خود را برای بهترین بازیگر نقش مکمل مرد به‌دست‌آورد. در سال ۲۰۰۸، پیت در فیلم درام-رمانتیک-فانتزی مورد عجیب بنجامین باتن بازی کرد. او برای بازی در این فیلم، نامزد دریافت اولین جایزه اسکار بهترین بازیگر نقش اصلی مرد، اولین جایزه بفتا برای بهترین بازیگر نقش اول مرد، جایزه گلدن گلوب برای بهترین بازیگر مرد فیلم درام و جایزه انجمن بازیگران سینما برای بازی برجسته در نقش اصلی فیلم شد. در سال ۲۰۱۱، پیت فیلم درام-ورزشی-زندگی‌نامه‌ای مانیبال را تهیه و در آن بازی کرد. او نامزد جوایز متعددی به‌عنوان بازیگر و تهیه‌کننده از جمله، اسکار بهترین بازیگر مرد، جایزه بفتا برای بهترین بازیگر نقش اول مرد، جایزه گلدن گلوب برای بهترین بازیگر مرد فیلم درام و جایزه انجمن بازیگران سینما برای ایفای نقش اصلی برجسته در این فیلم شد.
در سال ۲۰۱۳، پیت درام تاریخی زندگینامه‌ای ۱۲ سال بردگی را تولید و در آن ایفای نقش کرد. او نقش ساموئل باس، یک برده‌دار کانادایی را به تصویر کشید که مخالفت خود را با برده‌داری ابراز می‌کند. برای ایفای نقش در این فیلم، پیت برنده جایزه انجمن بازیگران فیلم برای گروه بازیگران برجسته در یک فیلم سینمایی شد. در سال ۲۰۱۹، پیت در فیلم کمدی-درام روزی روزگاری در هالیوود به کارگردانی کوئنتین تارانتینو بازی کرد. او برای بازی در این فیلم، برنده جایزه اسکار برای بهترین بازیگر نقش مکمل مرد، جایزه بین‌المللی اکتا برای بهترین بازیگر نقش مکمل مرد، جایزه گلدن گلوب برای بهترین بازیگر نقش مکمل مرد فیلم سینمایی و جایزه انجمن بازیگران فیلم برای گروه بازیگران برجسته در یک فیلم سینمایی شد.

## انجمن‌های اصلی

### جوایز اسکار
| سال  | رده                        | اثر نامزدشده            | نتیجه    | منبع   |
| ---- | -------------------------- | ----------------------- | -------- | ------ |
| ۱۹۹۶ | بهترین بازیگر نقش مکمل مرد | ۱۲ میمون                | نامزدشده | [ ۴ ]  |
| ۲۰۰۹ | بهترین بازیگر نقش اصلی مرد | مورد عجیب بنجامین باتن  | نامزدشده | [ ۵ ]  |
| ۲۰۱۲ | بهترین بازیگر نقش اصلی مرد | مانیبال                 | نامزدشده | [ ۲۰ ] |
| ۲۰۱۲ | بهترین فیلم                | مانیبال                 | نامزدشده | [ ۲۰ ] |
| ۲۰۱۴ | بهترین فیلم                | ۱۲ سال بردگی            | برنده    | [ ۲۱ ] |
| ۲۰۱۶ | بهترین فیلم                | رکود بزرگ               | نامزدشده | [ ۲۲ ] |
| ۲۰۲۰ | بهترین بازیگر نقش مکمل مرد | روزی روزگاری در هالیوود | برنده    | [ ۲۳ ] |

### جوایز فیلم بفتا
| سال  | رده                        | اثر نامزدشده            | نتیجه    | منبع   |
| ---- | -------------------------- | ----------------------- | -------- | ------ |
| ۲۰۰۹ | بهترین بازیگر نقش اول مرد  | مورد عجیب بنجامین باتن  | نامزدشده | [ ۶ ]  |
| ۲۰۰۹ | بهترین بازیگر نقش مکمل مرد | بخوان و بسوزان          | نامزدشده | [ ۶ ]  |
| ۲۰۱۲ | بهترین بازیگر نقش اول مرد  | مانیبال                 | نامزدشده | [ ۱۰ ] |
| ۲۰۲۰ | بهترین بازیگر نقش مکمل مرد | روزی روزگاری در هالیوود | برنده    | [ ۲۴ ] |

### جوایز گلدن گلوب
| سال  | رده                                             | اثر نامزدشده            | نتیجه    | منبع         |
| ---- | ----------------------------------------------- | ----------------------- | -------- | ------------ |
| ۱۹۹۵ | بهترین بازیگر مرد فیلم درام                     | افسانه‌های خزان          | نامزدشده | [ ۲۵ ]       |
| ۱۹۹۶ | بهترین بازیگر نقش مکمل مرد                      | ۱۲ میمون                | برنده    | [ ۳ ]        |
| ۲۰۰۷ | بهترین بازیگر نقش مکمل مرد                      | بابل                    | نامزدشده | [ ۷ ] [ ۲۶ ] |
| ۲۰۰۹ | بهترین بازیگر مرد فیلم درام                     | مورد عجیب بنجامین باتن  | نامزدشده | [ ۷ ] [ ۲۶ ] |
| ۲۰۱۲ | بهترین بازیگر مرد فیلم درام                     | مانیبال                 | نامزدشده | [ ۷ ] [ ۲۶ ] |
| ۲۰۱۵ | بهترین مجموعه تلویزیونی کوتاه یا فیلم تلویزیونی | قلب طبیعی               | نامزدشده | [ ۷ ] [ ۲۶ ] |
| ۲۰۲۰ | بهترین بازیگر نقش مکمل مرد                      | روزی روزگاری در هالیوود | برنده    | [ ۷ ] [ ۲۶ ] |

### جوایز امی ساعات پربیننده
| سال  | دسته                                             | اثر نامزدشده     | نتیجه    | منبع   |
| ---- | ------------------------------------------------ | ---------------- | -------- | ------ |
| ۲۰۰۲ | بازیگر مرد مهمان برجسته در مجموعه تلویزیونی کمدی | فرندز            | نامزدشده | [ ۲۷ ] |
| ۲۰۱۴ | فیلم تلویزیونی برجسته                            | قلب طبیعی        | برنده    | [ ۲۸ ] |
| ۲۰۱۵ | فیلم تلویزیونی برجسته                            | بلبل             | نامزدشده | [ ۲۸ ] |
| ۲۰۲۰ | بازیگر مرد مهمان برجسته در مجموعه تلویزیونی کمدی | پخش زنده شنبه شب | نامزدشده | [ ۲۹ ] |
| ۲۰۲۱ | مجموعه تلویزیونی کوتاه برجسته                    | راه‌آهن زیرزمینی  | نامزدشده | [ ۲۹ ] |

### جوایز انجمن بازیگران فیلم
| سال  | رده                                           | اثر نامزدشده            | نتیجه    | منبع   |
| ---- | --------------------------------------------- | ----------------------- | -------- | ------ |
| ۲۰۰۷ | گروه بازیگران برجسته در یک فیلم سینمایی       | بابل                    | نامزدشده | [ ۳۰ ] |
| ۲۰۰۹ | بازیگر نقش اول مرد برجسته در یک فیلم سینمایی  | مورد عجیب بنجامین باتن  | نامزدشده | [ ۸ ]  |
| ۲۰۰۹ | گروه بازیگران برجسته در یک فیلم سینمایی       | مورد عجیب بنجامین باتن  | نامزدشده | [ ۸ ]  |
| ۲۰۱۰ | گروه بازیگران برجسته در یک فیلم سینمایی       | حرامزاده‌های لعنتی       | برنده    | [ ۳۱ ] |
| ۲۰۱۲ | بازیگر نقش اول مرد برجسته در یک فیلم سینمایی  | مانیبال                 | نامزدشده | [ ۱۱ ] |
| ۲۰۱۴ | گروه بازیگران برجسته در یک فیلم سینمایی       | ۱۲ سال بردگی            | نامزدشده | [ ۱۴ ] |
| ۲۰۱۶ | گروه بازیگران برجسته در یک فیلم سینمایی       | رکود بزرگ               | نامزدشده | [ ۳۲ ] |
| ۲۰۱۹ | گروه بازیگران برجسته در یک فیلم سینمایی       | روزی روزگاری در هالیوود | نامزدشده | [ ۱۹ ] |
| ۲۰۱۹ | بازیگر نقش مکمل مرد برجسته در یک فیلم سینمایی | روزی روزگاری در هالیوود | برنده    | [ ۱۹ ] |

## جوایز متفرقه
| سال  | جایزه                                    | دسته                                           | اثر نامزدشده                       | نتیجه    | منبع          |
| ---- | ---------------------------------------- | ---------------------------------------------- | ---------------------------------- | -------- | ------------- |
| ۲۰۱۲ | اتحادیه زنان روزنامه‌نگار سینمایی         | بهترین گروه بازیگران                           | مانیبال                            | نامزدشده | [ ۳۳ ]        |
| ۲۰۱۹ | اتحادیه زنان روزنامه‌نگار سینمایی         | بهترین بازیگر نقش مکمل مرد                     | روزی روزگاری در هالیوود            | برنده    | [ ۳۴ ]        |
| ۲۰۱۹ | جوایز اکتا                               | بهترین بازیگر نقش مکمل مرد بین‌المللی           | روزی روزگاری در هالیوود            | برنده    | [ ۱۸ ]        |
| ۲۰۱۱ | انجمن منتقدان فیلم بوستون                | بهترین بازیگر مرد                              | مانیبال                            | برنده    | [ ۳۵ ]        |
| ۲۰۱۹ | انجمن منتقدان فیلم بوستون                | بهترین بازیگر نقش مکمل مرد                     | روزی روزگاری در هالیوود            | برنده    | [ ۳۶ ]        |
| ۲۰۰۹ | جوایز فیلم به انتخاب منتقدان             | بهترین بازیگر مرد فیلم                         | مورد عجیب بنجامین باتن             | نامزدشده | [ ۳۷ ]        |
| ۲۰۰۹ | جوایز فیلم به انتخاب منتقدان             | بهترین گروه بازیگران                           | مورد عجیب بنجامین باتن             | نامزدشده | [ ۳۸ ]        |
| ۲۰۱۰ | جوایز فیلم به انتخاب منتقدان             | بهترین گروه بازیگران                           | حرامزاده‌های لعنتی                  | برنده    | [ ۳۹ ]        |
| ۲۰۱۲ | جوایز فیلم به انتخاب منتقدان             | بهترین بازیگر فیلم                             | مانیبال                            | نامزدشده | [ ۴۰ ]        |
| ۲۰۱۴ | جوایز فیلم به انتخاب منتقدان             | بهترین بازیگر فیلم اکشن                        | جنگ جهانی زد                       | نامزدشده | [ ۴۱ ]        |
| ۲۰۱۵ | جوایز فیلم به انتخاب منتقدان             | بهترین بازیگر فیلم اکشن                        | خشم                                | نامزدشده | [ ۴۲ ]        |
| ۲۰۱۶ | جوایز فیلم به انتخاب منتقدان             | بهترین کمدی                                    | رکود بزرگ                          | برنده    | [ ۴۳ ]        |
| ۲۰۱۶ | جوایز فیلم به انتخاب منتقدان             | بهترین گروه بازیگری                            | رکود بزرگ                          | نامزدشده | [ ۴۴ ]        |
| ۲۰۲۰ | جوایز فیلم به انتخاب منتقدان             | بهترین بازیگر نقش مکمل مرد فیلم                | روزی روزگاری در هالیوود            | برنده    | [ ۴۵ ]        |
| ۲۰۲۰ | جوایز فیلم به انتخاب منتقدان             | بهترین گروه بازیگران                           | روزی روزگاری در هالیوود            | نامزدشده | [ ۴۵ ]        |
| ۲۰۲۰ | جوایز فیلم به انتخاب منتقدان             | بهترین فیلم ترسناک یا علمی تخیلی               | به‌سوی ستارگان                      | نامزدشده | [ ۴۵ ]        |
| ۲۰۰۶ | انجمن منتقدان فیلم شیکاگو                | بهترین بازیگر نقش مکمل مرد                     | بابل                               | نامزدشده | [ ۴۶ ]        |
| ۲۰۱۱ | انجمن منتقدان فیلم شیکاگو                | بهترین بازیگر نقش مکمل مرد                     | درخت زندگی                         | نامزدشده | [ ۴۷ ] [ ۴۸ ] |
| ۲۰۱۹ | انجمن منتقدان فیلم شیکاگو                | بهترین بازیگر نقش مکمل مرد                     | روزی روزگاری در هالیوود            | برنده    | [ ۴۹ ]        |
| ۲۰۰۸ | انجمن منتقدان فیلم دالاس‌فورت وورث        | بهترین بازیگر مرد                              | مورد عجیب بنجامین باتن             | دوم      | [ ۵۰ ]        |
| ۲۰۱۱ | انجمن منتقدان فیلم دالاس‌فورت وورث        | بهترین بازیگر مرد                              | مانیبال                            | نامزدشده | [ ۵۱ ]        |
| ۲۰۱۹ | انجمن منتقدان فیلم دالاس‌فورت وورث        | بهترین بازیگر نقش مکمل مرد                     | روزی روزگاری در هالیوود            | برنده    | [ ۵۲ ]        |
| ۲۰۱۱ | جامعه منتقدان فیلم دیترویت               | بهترین بازیگر مرد                              | مانیبال                            | نامزدشده | [ ۵۳ ]        |
| ۲۰۱۵ | جامعه منتقدان فیلم دیترویت               | بهترین گروه                                    | رکود بزرگ                          | نامزدشده | [ ۵۴ ]        |
| ۲۰۱۹ | جامعه منتقدان فیلم دیترویت               | بهترین بازیگر نقش مکمل مرد                     | روزی روزگاری در هالیوود            | نامزدشده | [ ۵۵ ]        |
| ۲۰۱۵ | حلقه منتقدان فیلم فلوریدا                | بهترین گروه                                    | رکود بزرگ                          | نامزدشده | [ ۵۶ ]        |
| ۲۰۱۹ | حلقه منتقدان فیلم فلوریدا                | بهترین بازیگر نقش مکمل مرد                     | روزی روزگاری در هالیوود            | نامزدشده | [ ۵۷ ]        |
| ۲۰۱۱ | انجمن منتقدان فیلم جورجیا                | بهترین بازیگر مرد                              | مانیبال                            | برنده    | [ ۵۸ ]        |
| ۲۰۱۱ | انجمن منتقدان فیلم جورجیا                | بهترین بازیگر نقش مکمل مرد                     | درخت زندگی                         | برنده    | [ ۵۸ ]        |
| ۲۰۱۹ | انجمن منتقدان فیلم جورجیا                | بهترین بازیگر نقش مکمل مرد                     | روزی روزگاری در هالیوود            | نامزدشده | [ ۵۹ ]        |
| ۲۰۱۲ | انتخاب بچه‌ها                             | انتخاب بچه‌ها                                   | —                                  | برنده    | [ ۶۰ ]        |
| ۲۰۱۹ | انجمن منتقدان هالیوود                    | بهترین بازیگر نقش مکمل مرد                     | روزی روزگاری در هالیوود            | نامزدشده | [ ۶۱ ]        |
| ۲۰۰۸ | جامعه منتقدان فیلم هیوستون               | بهترین بازیگر مرد                              | مورد عجیب بنجامین باتن             | نامزدشده | [ ۶۲ ]        |
| ۲۰۰۸ | جامعه منتقدان فیلم هیوستون               | بهترین بازیگر نقش مکمل مرد                     | بخوان و بسوزان                     | نامزدشده | [ ۶۳ ]        |
| ۲۰۱۱ | جامعه منتقدان فیلم هیوستون               | بهترین بازیگر مرد                              | مانیبال                            | نامزدشده | [ ۶۴ ]        |
| ۲۰۱۹ | جامعه منتقدان فیلم هیوستون               | بهترین بازیگر نقش مکمل مرد                     | روزی روزگاری در هالیوود            | برنده    | [ ۶۵ ]        |
| ۲۰۱۲ | جایزه جوپیتر                             | بهترین بازیگر مرد بین‌المللی                    | درخت زندگی                         | نامزدشده | [ ۳۳ ]        |
| ۱۹۹۵ | جایزه سینمایی و تلویزیونی ام‌تی‌وی         | بهترین اجرای مرد                               | مصاحبه با خون‌آشام                  | برنده    | [ ۲ ] [ ۱ ]   |
| ۱۹۹۵ | جایزه سینمایی و تلویزیونی ام‌تی‌وی         | مطلوب‌ترین مرد                                  | مصاحبه با خون‌آشام                  | برنده    | [ ۲ ] [ ۱ ]   |
| ۱۹۹۵ | جایزه سینمایی و تلویزیونی ام‌تی‌وی         | بهترین اجرای دو نفره روی صحنه                  | مصاحبه با خون‌آشام                  | نامزدشده | [ ۲ ] [ ۱ ]   |
| ۱۹۹۶ | جایزه سینمایی و تلویزیونی ام‌تی‌وی         | مطلوب‌ترین مرد                                  | هفت                                | برنده    | [ ۶۶ ]        |
| ۱۹۹۶ | جایزه سینمایی و تلویزیونی ام‌تی‌وی         | بهترین اجرای دو نفره روی صحنه                  | هفت                                | نامزدشده | [ ۶۶ ]        |
| ۲۰۰۲ | جایزه سینمایی و تلویزیونی ام‌تی‌وی         | بهترین تیم روی صحنه                            | یازده یار اوشن                     | نامزدشده | [ ۶۷ ]        |
| ۲۰۰۵ | جایزه سینمایی و تلویزیونی ام‌تی‌وی         | بهترین اجرای مرد                               | تروآ                               | نامزدشده | [ ۶۸ ] [ ۶۹ ] |
| ۲۰۰۵ | جایزه سینمایی و تلویزیونی ام‌تی‌وی         | بهترین مبارزه                                  | تروآ                               | نامزدشده | [ ۶۸ ] [ ۶۹ ] |
| ۲۰۰۶ | جایزه سینمایی و تلویزیونی ام‌تی‌وی         | بهترین بوسه                                    | آقا و خانم اسمیت                   | نامزدشده | [ ۷۰ ]        |
| ۲۰۰۶ | جایزه سینمایی و تلویزیونی ام‌تی‌وی         | بهترین مبارزه                                  | آقا و خانم اسمیت                   | برنده    | [ ۷۰ ]        |
| ۲۰۱۴ | جایزه سینمایی و تلویزیونی ام‌تی‌وی         | بهترین اجرای ترسناک                            | جنگ جهانی زد                       | برنده    | [ ۷۱ ]        |
| ۲۰۱۵ | هیئت ملی بازبینی فیلم                    | بهترین گروه                                    | رکود بزرگ                          | برنده    | [ ۷۲ ]        |
| ۲۰۱۹ | هیئت ملی بازبینی فیلم                    | بهترین بازیگر نقش مکمل مرد                     | روزی روزگاری در هالیوود            | برنده    | [ ۷۳ ]        |
| ۲۰۱۱ | انجمن ملی منتقدان فیلم                   | بهترین بازیگر مرد                              | مانیبال                            | برنده    | [ ۷۴ ]        |
| ۲۰۱۱ | انجمن ملی منتقدان فیلم                   | بهترین بازیگر مرد                              | درخت زندگی                         | برنده    | [ ۷۴ ]        |
| ۲۰۱۹ | انجمن ملی منتقدان فیلم                   | بهترین بازیگر نقش مکمل مرد                     | روزی روزگاری در هالیوود            | برنده    | [ ۷۵ ]        |
| ۲۰۱۱ | حلقه منتقدان فیلم نیویورک                | بهترین بازیگر مرد                              | مانیبال                            | برنده    | [ ۷۶ ]        |
| ۲۰۱۱ | حلقه منتقدان فیلم نیویورک                | بهترین بازیگر مرد                              | درخت زندگی                         | برنده    | [ ۷۶ ]        |
| ۲۰۱۱ | جامعه آنلاین منتقدان فیلم                | بهترین بازیگر نقش مکمل مرد                     | درخت زندگی                         | نامزدشده | [ ۷۷ ]        |
| ۲۰۱۹ | جامعه آنلاین منتقدان فیلم                | بهترین بازیگر نقش مکمل مرد                     | روزی روزگاری در هالیوود            | برنده    | [ ۷۸ ]        |
| ۲۰۰۷ | جشنواره بین‌المللی فیلم پام اسپرینگز      | جایزه گروه بازیگران                            | بابل                               | برنده    | [ ۷۹ ]        |
| ۲۰۱۱ | جشنواره بین‌المللی فیلم پام اسپرینگز      | جایزه دستاورد دزرت پام                         | مانیبال                            | برنده    | [ ۸۰ ]        |
| ۲۰۱۱ | جشنواره بین‌المللی فیلم پام اسپرینگز      | جایزه دستاورد دزرت پام                         | درخت زندگی                         | برنده    | [ ۸۰ ]        |
| ۲۰۱۵ | جشنواره بین‌المللی فیلم پام اسپرینگز      | جایزه گروه بازیگران                            | رکود بزرگ                          | برنده    | [ ۸۱ ]        |
| ۲۰۰۶ | جوایز برگزیده مردم                       | بازیگر نقش اصلی مرد محبوب                      | —                                  | برنده    | [ ۸۲ ] [ ۸۳ ] |
| ۲۰۰۶ | جوایز برگزیده مردم                       | ترکیب روی صحنه محبوب (مشترک با آنجلینا جولی)   | آقا و خانم اسمیت                   | نامزدشده | [ ۸۴ ]        |
| ۲۰۰۶ | جوایز برگزیده مردم                       | ستارهٔ اکشن مرد محبوب                           | آقا و خانم اسمیت                   | نامزدشده | [ ۸۴ ]        |
| ۲۰۰۸ | جوایز برگزیده مردم                       | ترکیب روی صحنه محبوب (مشترک با جرج کلونی)      | سیزده یار اوشن                     | برنده    | [ ۸۵ ] [ ۸۶ ] |
| ۲۰۱۰ | جوایز برگزیده مردم                       | بازیگر فیلم مرد محبوب                          | حرامزاده‌های لعنتی                  | نامزدشده | [ ۸۷ ]        |
| ۲۰۱۴ | جوایز برگزیده مردم                       | بازیگر فیلم اکشن مرد محبوب                     | جنگ جهانی زد                       | نامزدشده | [ ۸۸ ]        |
| ۲۰۱۵ | جوایز برگزیده مردم                       | بازیگر فیلم مرد محبوب                          | خشم                                | نامزدشده | [ ۸۹ ]        |
| ۲۰۱۵ | جوایز برگزیده مردم                       | بازیگر فیلم دراماتیک مرد محبوب                 | خشم                                | نامزدشده | [ ۸۹ ]        |
| ۲۰۱۹ | جوایز برگزیده مردم                       | بازیگر فیلم دراماتیک مرد محبوب                 | روزی روزگاری در هالیوود            | نامزدشده | [ ۹۰ ]        |
| ۲۰۱۵ | جایزه انجمن تهیه‌کنندگان آمریکا           | فرم بلندمدت تلویزیونی برجسته                   | قلب طبیعی                          | نامزدشده | [ ۹۱ ] [ ۹۲ ] |
| ۲۰۱۵ | جایزه انجمن تهیه‌کنندگان آمریکا           | جایزهٔ رؤیایی                                   | قلب طبیعی                          | برنده    | [ ۹۱ ] [ ۹۲ ] |
| ۲۰۱۵ | جایزه انجمن تهیه‌کنندگان آمریکا           | جایزهٔ استنلی کرامر                             | قلب طبیعی                          | برنده    | [ ۹۱ ] [ ۹۲ ] |
| ۱۹۹۸ | جایزه رمبراند                            | انتخاب حضار                                    | هفت سال در تبت                     | برنده    | [ ۹۳ ]        |
| ۲۰۰۶ | انجمن منتقدان فیلم سن دیگو               | بهترین اجرای گروه بازیگران                     | بابل                               | برنده    | [ ۹۴ ]        |
| ۲۰۰۹ | انجمن منتقدان فیلم سن دیگو               | بهترین اجرای گروه بازیگران                     | حرامزاده‌های لعنتی                  | برنده    | [ ۹۵ ]        |
| ۲۰۱۱ | انجمن منتقدان فیلم سن دیگو               | بهترین بازیگر مرد                              | مانیبال                            | نامزدشده | [ ۹۶ ]        |
| ۲۰۱۹ | انجمن منتقدان فیلم سن دیگو               | بهترین بازیگر نقش مکمل مرد                     | روزی روزگاری در هالیوود            | برنده    | [ ۹۷ ]        |
| ۲۰۱۹ | انجمن منتقدان فیلم سیاتل                 | بهترین بازیگر نقش مکمل مرد                     | روزی روزگاری در هالیوود            | نامزدشده | [ ۹۸ ]        |
| ۲۰۱۱ | انجمن منتقدان فیلم سنت لوئیس             | بهترین بازیگر مرد                              | مانیبال                            | نامزدشده | [ ۹۹ ]        |
| ۲۰۱۹ | انجمن منتقدان فیلم سنت لوئیس             | بهترین بازیگر نقش مکمل مرد                     | روزی روزگاری در هالیوود            | برنده    | [ ۱۰۰ ]       |
| ۲۰۰۶ | جایزه ستلایت                             | بهترین بازیگر نقش مکمل مرد در یک فیلم          | بابل                               | نامزدشده | [ ۱۰۱ ]       |
| ۲۰۲۰ | جایزه ستلایت                             | بهترین بازیگر نقش مکمل مرد در یک فیلم          | روزی روزگاری در هالیوود            | نامزدشده | [ ۱۰۲ ]       |
| ۲۰۱۴ | جوایز ساترن                              | بهترین بازیگر مرد                              | جنگ جهانی زد                       | نامزدشده | [ ۱۰۳ ]       |
| ۲۰۱۹ | انجمن منتقدان فیلم تورنتو                | بهترین بازیگر نقش مکمل مرد                     | روزی روزگاری در هالیوود            | برنده    | [ ۱۰۴ ]       |
| ۲۰۰۲ | جوایز برگزیده نوجوانان                   | بهترین بازیگر مرد در یک ماجراجویی درام/اکشن    | یازده یار اوشن                     | نامزدشده | [ ۱۰۵ ]       |
| ۲۰۰۵ | جوایز برگزیده نوجوانان                   | فیلم برگزیده: صحنهٔ رقص (مشترک با آنجلینا جولی) | آقا و خانم اسمیت                   | نامزدشده | [ ۱۰۶ ]       |
| ۲۰۰۵ | جوایز برگزیده نوجوانان                   | فیلم برگزیده: لیپ‌لاک (مشترک با آنجلینا جولی)   | آقا و خانم اسمیت                   | نامزدشده | [ ۱۰۶ ]       |
| ۲۰۰۵ | جوایز برگزیده نوجوانان                   | فیلم برگزیده: شیمی (مشترک با آنجلینا جولی)     | آقا و خانم اسمیت                   | نامزدشده | [ ۱۰۶ ]       |
| ۲۰۰۵ | جوایز برگزیده نوجوانان                   | فیلم برگزیده: دروغ‌گو                           | آقا و خانم اسمیت                   | نامزدشده | [ ۱۰۶ ]       |
| ۲۰۰۵ | جوایز برگزیده نوجوانان                   | بازیگر مرد فیلم برگزیده: اکشن                  | آقا و خانم اسمیت                   | نامزدشده | [ ۱۰۶ ]       |
| ۲۰۰۵ | جوایز برگزیده نوجوانان                   | فیلم برگزیده: رامبل (مشترک با آنجلینا جولی)    | آقا و خانم اسمیت                   | برنده    | [ ۱۰۶ ]       |
| ۲۰۰۹ | جوایز برگزیده نوجوانان                   | بازیگر مرد فیلم برگزیده: درام                  | مورد عجیب بنجامین باتن             | نامزدشده | [ ۱۰۷ ]       |
| ۲۰۱۹ | حلقه منتقدان فیلم ونکوور                 | بهترین بازیگر نقش مکمل مرد                     | روزی روزگاری در هالیوود            | برنده    | [ ۱۰۸ ]       |
| ۲۰۰۷ | جشنواره فیلم ونیز                        | جام وُلپی برای بهترین بازیگر مرد                | قتل جسی جیمز به‌دست رابرت فورد بزدل | برنده    | [ ۱۰۹ ]       |
| ۲۰۱۱ | انجمن منتقدان فیلم منطقه واشینگتن دی.سی. | بهترین بازیگر مرد                              | مانیبال                            | نامزدشده | [ ۱۱۰ ]       |
| ۲۰۱۵ | انجمن منتقدان فیلم منطقه واشینگتن دی.سی. | بهترین گروه بازیگری                            | رکود بزرگ                          | نامزدشده | [ ۱۱۱ ]       |
| ۲۰۱۹ | انجمن منتقدان فیلم منطقه واشینگتن دی.سی. | بهترین بازیگر نقش مکمل مرد                     | روزی روزگاری در هالیوود            | برنده    | [ ۱۱۲ ]       |

## یادداشت
1. ↑  قفل‌شدن لب‌ها
2. ↑  تعامل عاطفی یا روانی پیچیده بین افراد
3. ↑  غرولند